# 大気光

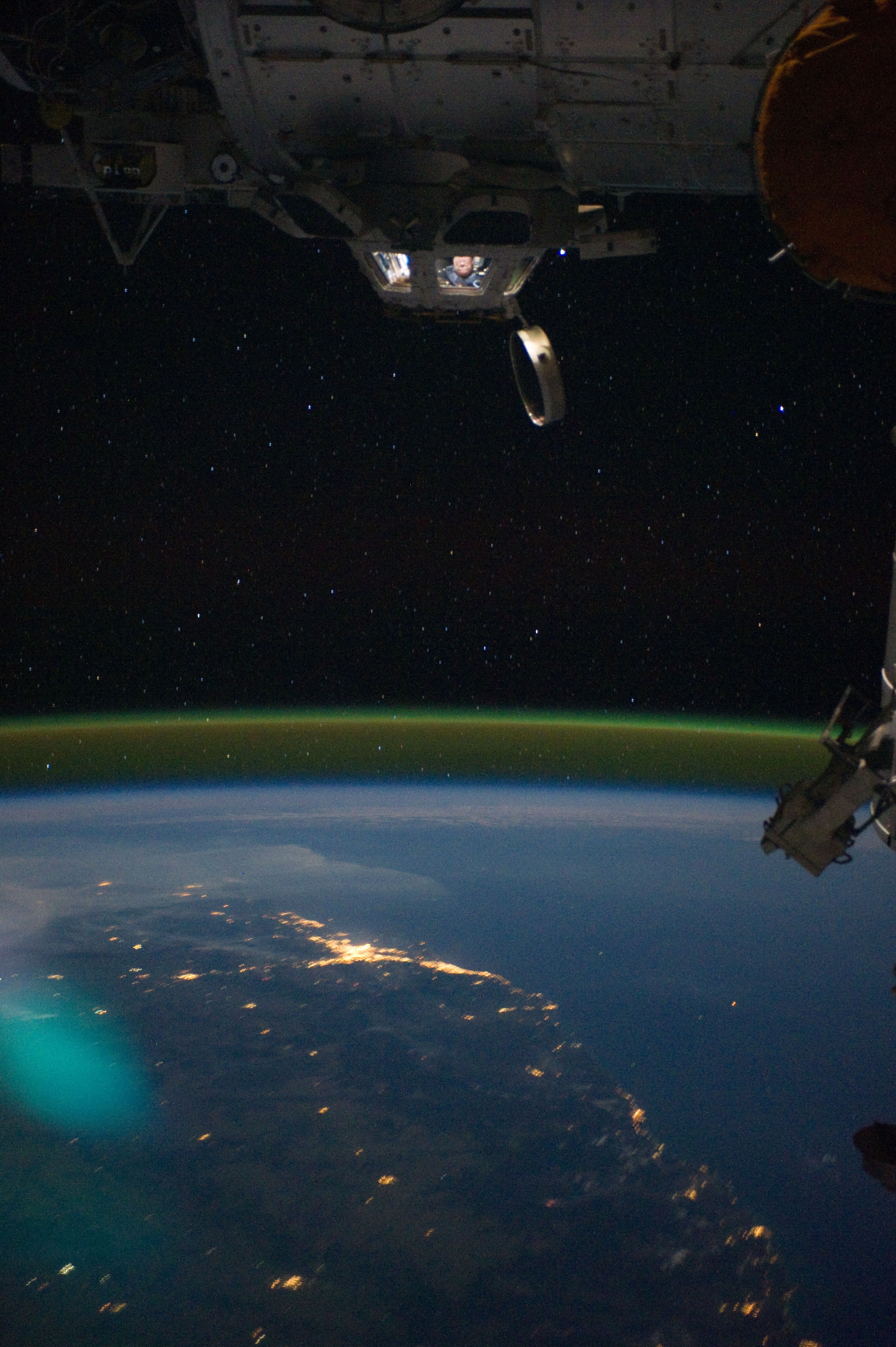
オーストラリア上空、国際宇宙ステーションからの撮影。水平線上に大気光が見える。

大気光（たいきこう）とは、大気光学現象の一種で、地球などの惑星の大気が起こす弱い発光。英語では "airglow"と言い、通常夜間に観測されるので "nightglow" とも言う。大気光があるため、星明かりや太陽光の散乱が無かったとしても夜空は完全な暗黒にはならない。

## 研究史
大気光現象は、1868年、スウェーデンの科学者アンデルス・オングストロームによって確認された。その後の研究により、大気光現象を説明する多くの化学反応が発見された。現在ではそれらの反応のうちいくつかは実際に地球大気上で発生していることが確認され、また天文学者によって発光が観測されている。

## 概要

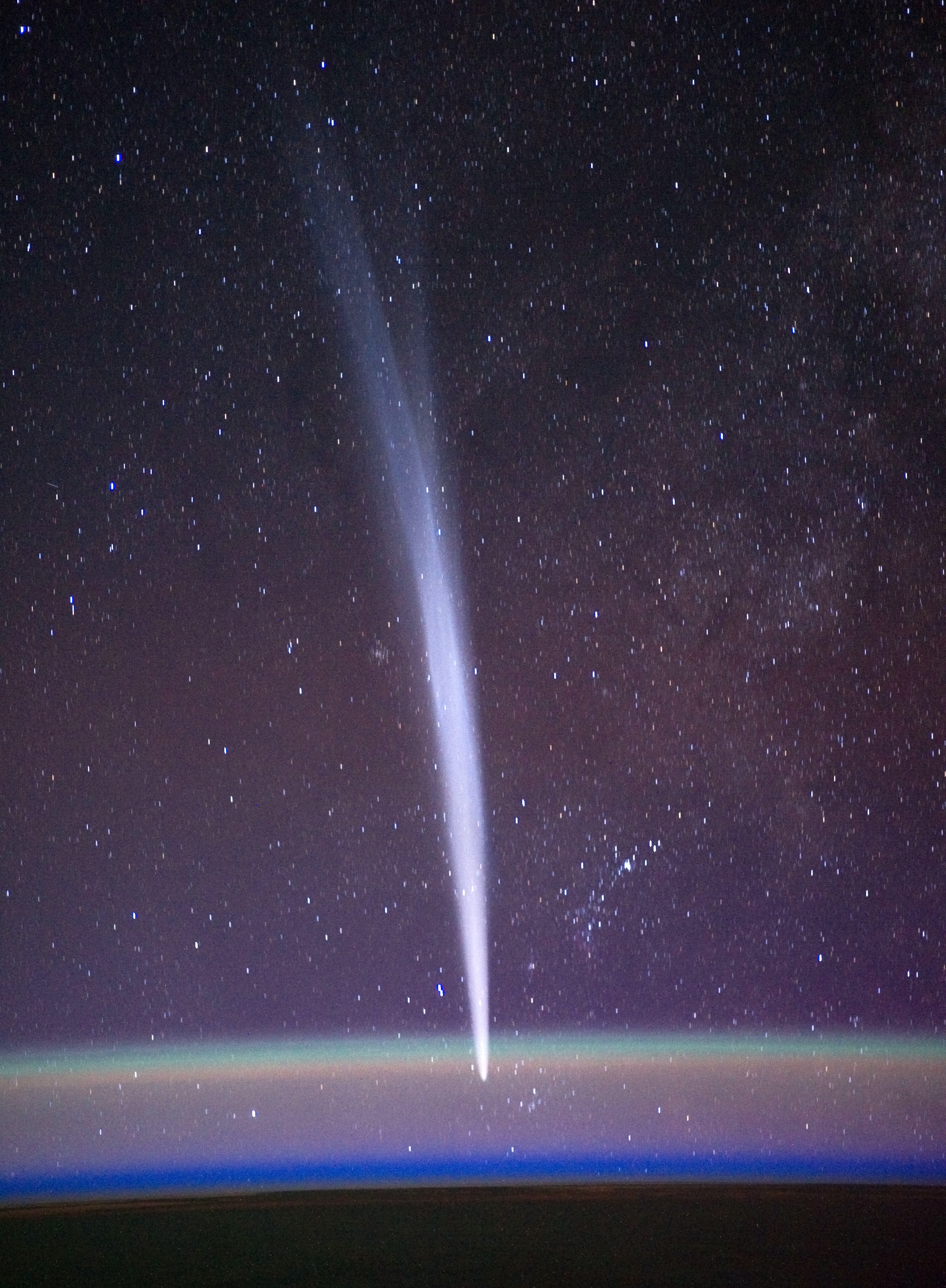
大気光にかかるラヴジョイ彗星。2011/12/22撮影。

大気上層において、大気光は様々な反応によって発生する。たとえば以下のようなものがある。
- 日中の太陽光による光イオン化反応で生成されたイオンの再結合。
- 上層大気に放射される宇宙線によるルミネセンス。
- 酸素や窒素が、数百km上空で水酸化物イオンと反応することによる化学発光。

太陽光の散乱があるため、これらは昼の間は観察することができない。
大気光は、可視光線での天体観測の妨げとなる。地上の観測所ではどんなに条件が良いところでも、大気光があるため望遠鏡の感度は制限される。このため、ハッブル宇宙望遠鏡などの宇宙望遠鏡は、可視光線観測では地上の望遠鏡よりはるかに鮮明な像を得ることができる。
夜間、大気光は観測可能なくらいに明るくなる場合がある。その色は通常青みがかっている。大気光の放射はどこでもほぼ一定であるが、地上から観察する場合には、仰角で10度付近の範囲が特に明るく見える。角度が低いほど発光する大気が重なるが、低すぎると大気によって光が減衰するからである。
大気光を発生する機構の一つは、窒素と酸素が結びついて一酸化窒素（NO）を生成する反応である。このプロセス中に光子が放たれる。一酸化窒素分子の性質により、この光はいくつかの波長をとる。この反応で使われる窒素原子と酸素原子は、大気上層の窒素分子（N2）と酸素分子（O2）が太陽エネルギーで分解されることで発生し、それらが出合って一酸化窒素になる。大気光を発生させる他の物質としては、水酸基

、酸素、ナトリウム、リチウム(Li)などがある。
空の明るさは、通常、1平方秒角当たりの等級 (天文)で表される（表面輝度も参照）。

## 天体観測への大気光の影響
ここでは、天体観測に大気光がどれほど影響するのかを考える。最初に、等級 (天文)を光子束に変換する必要がある。これは光源のスペクトルに依存するが、とりあえずは無視する。可視光線範囲においてはまず係数 S0(V) を用意する。これは、0等星の星が放つ光のパワーを、平方cm単位の視口径の面積で割り、さらに㎛単位の波長で割ったものである。これによって等級を光束に変換できる。値は {\displaystyle S_{0}(V)=4.0\times 10^{-12}} W cm−2 µm−1 となる。たとえば、28等星の星が、標準Vバンドフィルタ（{\displaystyle B=0.2}バンドパス、{\displaystyle \nu \sim 6\times 10^{14}} Hz）を通るとすると、望遠鏡の口径の面積平方cmあたりの1秒間に通る光子の数は {\displaystyle N_{s}} で表され、以下のようになる。
{\displaystyle N_{s}=10^{-28/2.5}\times {\frac {S_{0}(V)\times B}{h\nu }}}
（{\displaystyle h}はプランク定数。{\displaystyle h\nu } は周波数 {\displaystyle \nu } の単光子のもつエネルギー）
Vバンド（可視光範囲。色指数も参照）では、月の無い夜に高地の観測所から観測するという条件で、大気光からの放射は平方秒角あたり22等級（可視光線での等級。以下同じ）である。最高の条件の下では、星の像は直径0.7秒角程度になるので、面積としては0.4平方秒角になる。そしてその範囲での大気光からの放射は、23等級程度に相当する。大気光から受ける光子の数はN_{a}で表され、以下のようになる。
{\displaystyle N_{a}=10^{-23/2.5}\times {\frac {S_{0}(V)\times B}{h\nu }}}
地上にある口径面積{\displaystyle A}の望遠鏡の理想的なSN比は、（減衰や検出器ノイズを無視すれば）ポアソン統計によると以下の式になる。
{\displaystyle S/N={\sqrt {A}}\times {\frac {N_{s}}{\sqrt {N_{s}+N_{a}}}}}
たとえば、口径10mの理想的な地上望遠鏡で未知の恒星を観察し、星像には毎秒35個の光子が到達するとする。一方大気光からは3500個の光子が到達するとする。すると1時間では、約 {\displaystyle 1.3\times 10^{7}\pm 3500}個の光子が大気光から到達し、約{\displaystyle 1.3\times 10^{5}}個の光子が光源から到達する。この場合S/N比は約1/100である。
これと、実際の露出時間を比較してみよう。口径8mの超大型望遠鏡VLTの場合、FORS露出時間見積によれば、28等星の場合40時間の露出時間が必要になる。一方、口径が2.4mにすぎないハッブル宇宙望遠鏡では、ACS露出時間見積によれば4時間で足りる。ハッブル望遠鏡が8mだったら約30分になる計算である。
これらの計算からわかることは、視野を狭くすれば、大気光の影響を減じて対象を鮮明に感知できるということである。残念ながら、赤外線の範囲で一桁視野を減じるという補償光学技術が使われているだけである。赤外線では空は非常に明るいからである。一方、宇宙望遠鏡は、大気光に煩わされることが無いので、視野の制限をする必要は無い。

## 大気光励起実験
アラスカ州ガコーナ（en:Gakona, Alaska）の高周波活性オーロラ調査プログラム 施設で、高出力の電波を地球大気の電離層に向けて大気光を励起させるという実験が行われた。これらの電波は電離層と反応し、条件と周波数によっては、かすかだが視認できる発光を観測できた。

## 衛星観測

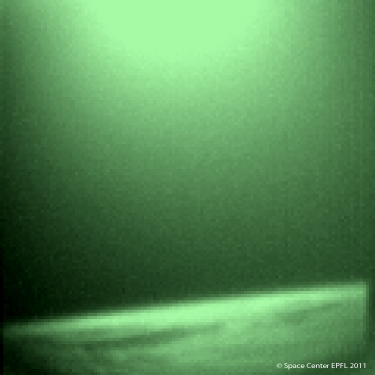
スイスキューブからの最初の大気光画像。赤外線を緑色に変換している。2011/3/3撮影。

スイスキューブは、スイスの人工衛星であり、スイス連邦工科大学ローザンヌ校が運用している。これはシングルユニットのCubeSatであり、大気光の観測と、宇宙技術開発を目的としている。スイスキューブの大きさは10cm立方、重さは1kg以下であるが、小型望遠鏡を内蔵しており、100km上空の大気光発光現象を観測できるようになっている。スイスキューブからの最初の画像は2011/2/18に撮影されたが、真っ暗で熱雑音が映っているだけだった。大気光の最初の画像は2011/3/3に撮影された。この画像は、近赤外線の波長を可視領域（緑）に変換したものである。近赤外線領域での大気光の密度を計測できた。光子数にして、500 - 61400（解像度500）の範囲である。

## 他惑星で見られる大気光
金星探査機ビーナス・エクスプレスは赤外線検知器を積んでおり、金星大気上層で近赤外線の大気発光を検知した。この発光は、一酸化窒素（NO）と、酸素分子によるものである。一酸化窒素生成反応時には紫外線と近赤外線が放出されることがわかっている。紫外線の放射は観測されていたが、このミッションまでは実際に近赤外線の大気発光があるかどうかはわからなかった。